# 鎮南關之役
鎮南關之役，或称镇南关大捷，是发生在1883年－1885年清朝中国和法兰西第三共和国在中法战争期间的战役，以清朝胜利結束。

## 背景
1883年法国军队进攻越南顺化，强迫越南订立《顺化条约》，让越南脱离中国的藩属地位，成为法国的保护国，於清廷朝野引起一片哗然，慈禧太后大为震怒，下诏向越南派兵，中法战争开始。
战事至1884年逐漸对中国不利，於是李鸿章與法国代表福禄诺於5月11日在天津订立了《李福协定》，双方保证越南的独立地位，中国开放中越边境与法国通商。
但当时驻守越南的清军没有接到朝廷命令，发生了十一起偷袭法国驻军的事件。法国公使震怒，向中国政府发出最后通牒。两江总督在上海拖延谈判，战争继续进行。法国派出舰队在中国东南沿海歼灭福建水师及部分南洋水师主力舰，同时占领澎湖及试图登陆占领台灣。法国陆军攻入中越边境镇南关（现名友谊关）。清朝正式向法国宣战。

## 战事
1884年6月，左宗棠入京任军机大臣。8月，孤拔率领的法军远东舰队全歼驻扎福建马尾的福建水师，战局对中国不利。9月，左宗棠奉旨以钦差大臣身份督办闽海军务，挽救战局。
在海战方面，孤拔在全歼福建水师后，於10月初转而进攻台湾，进犯基隆和淡水，刘铭传放弃基隆退守淡水。法军进攻淡水被击退，转而从10月23日起对台湾实行海上封锁。1885年初，法海军的200名陆战部队又从基隆向台北进攻。法舰则炮击浙江镇海，截击由上海往援福建的五艘中国军舰，在浙江石浦击沉其中两艘。3月底，法军占领澎湖岛及渔翁岛。随后法国海军开始执行对吴淞口近海的“大米封锁”，但是效果不尽人意，其间爆发了镇海之战为最后的海上战事。
在陆战方面，清军在北圻战场严重失利，广西巡抚潘鼎新不战而逃、东线法军直逼广西国门的情况下，龙州等地商民惊徙，游勇肆掠，难民蔽江而下，广西全省大震，形势十分严重。清廷以广西关外各军迭次失利，于2月17日电令冯子材帮办广西关外军务。1884年两广总督张之洞急调广西提督冯子材指挥战斗。冯子材在关内选择险要地势，挖壕修筑炮台。然后出兵夜袭法军驻地文渊城，诱使法军进攻。
1885年3月23日法军第2旅2,500余人从谅山出发，大举攻入镇南关，冯子材指挥1867年起就被清军赶入越南的「黑旗军」和「恪靖定边军」英勇作战，由于法将尼格里骄傲，法军以少击多攻击清军的防御工事，又天降大雾导致法军混乱，法军被逼下长城，进入伏击圈。3月24日，法军分三路发起冲击，冯子材帶領兩個兒子並亲自手持长矛进行肉搏，经过两天激战，法军陣亡74人（包括7名軍官）、受傷213人，全线崩溃，但清军也伤亡惨重。3月28日，法军将领尼格里成功在駒盧（Ky Lua）大胜清军，但在战役结束时意外中弹，只能将指挥权交给毫无经验的副官赫本哲（Herbinger）。 3月29日，临时指挥官判断失误选择放弃谅山，最终导致法军攻势的告终及撤退。

## 结局
1885年3月30日，赫本哲放弃谅山的消息传到法国本土，法国总理茹费理内阁以306对149的票数否决了茹的“增拨军费案有先议权”提案。茹费理引咎辞职。然而茹刚一辞职法国就同意“应先前要求”给越南法军垫付五千万法郎“人们认为是法国战争计划的象征”表明法国丝毫也不打算停止战争。而在此役后清军已经精疲力尽，刘永福部“所存不足五百名……多方招集不足千人，战守两难，进退失据。”清朝财政方面，四川总督丁宝祯在1884年就拿不出供鲍军的十万两银，说“鲍超军需甚重，措办为难”在英国调停下，李鸿章和法国公使巴德诺（Patenotre）在天津会谈，于6月9日簽訂了《中法新約》为結局。條約主要确认了1884年战局对中国不利时法国和越南之间签订的《第二次顺化条约》，其中否定了中国对越南的宗主权，改由法国全权管理越南。法国军队撤出台灣，清军撤出越南，从此越南脱离中国，成为法国属地。
李鴻章之政敵左宗棠對他作出以下批評：“对中国而言，十个法国将军，也比不上一个李鸿章坏事”；“李鸿章误尽苍生，将落个千古骂名”。
张梅认为镇南关大捷“具有很大的偶然性”，而且双方刚停战张之洞上报“探报法添兵到，定二八之日分路复攻谅山”。

## 影視作品
2017年《龍之戰》電影講述了1885年法軍進攻越南諒山，统帥馮子材率領廣西狼兵頑強抗擊法軍，最終取得勝利的故事。